# Albert Alberts
Albert Alberts, född 23 augusti 1911, död 16 december 1995, var en nederländsk författare.
Alberts var kolonialtjänsteman i Nederländska Indien. Efter återkomsten till Nederländerna 1946 blev han redaktör för debatt- och kulturtidskriften De groene Amsterdammer. Bland hans verk märks De eilanden (1952) och Maar geel en glanzend blijft het goud (1981).